# ماركو أندريه روتشا بيريرا
ماركو أندريه روتشا بيريرا (بالبرتغالية: Marco André Rocha Pereira‏) (12 يناير 1987 في البرتغال - ) هو لاعب كرة قدم برتغالي في مركز حراسة المرمى. لعب مع نادي بوافيشتا وديسبورتيفو تروفينسي ونادي فريموند ‏ ونادي فييرينسي.

## وصلات خارجية
- ماركو أندريه روتشا بيريرا على موقع قاعدة بيانات كرة القدم.إي يو (الإنجليزية)
- ماركو أندريه روتشا بيريرا على موقع Soccerway.com (الإنجليزية)